# Grande synagogue de Sibiu
La grande synagogue de Sibiu construite en 1898-1899 dans un style éclectique, est un lieu de culte juif, situé dans la ville de Sibiu, au 11 rue de la Constitution.
Sibiu (en hongrois : Nagyszeben ; en allemand : Hermannstadt), est la capitale du județ de Sibiu en Transylvanie au centre de la Roumanie. Jusqu'à la fin de la Première Guerre mondiale, elle faisait partie de la Hongrie. La ville compte actuellement un peu moins de 160 000 habitants.
La grande synagogue de Sibiu est enregistrée sur la liste des Monuments historiques en 2004, sous la référence: SB-II-mB-12 071.

## Histoire de la communauté juive et de la synagogue

### La légende
Il existe une légende qui fait remonter la présence juive dans la région de Sibiu à l'époque romaine : l'humaniste saxon Johannes Lebel (1490?-1566) écrit en 1559 un poème en latin dédiée à la ville de Tălmaciu, distante d'à peine 20 kilomètres de Sibiu. Dans ce poème, il affirme que la ville a été fondée par des Juifs à l'époque de Décébale, roi de Dacie au tournant du Ier siècle. Ce poème connait à l'époque une certaine notoriété, mais ses affirmations sont démenties par la suite par de nombreux historiens spécialistes de la culture juive qui ont trouvé plusieurs incohérences dans son récit. Il semblerait que l'origine de cette hypothèse provienne de la ressemblance sonore des deux noms : Thalmus, nom de la ville en latin et Talmud, un des textes fondamentaux du judaïsme.
Dans un acte en date du 26 août 1481, il est fait mention du témoignage d'un résident, Jochanan Jannasathar. C'est probablement le premier Juif connu de Sibiu. Plus tard, un certain nombre de documents attestent de la présence de marchands et d'artisans juifs, mais leur nombre reste très limité, jusqu'à leur interdiction de séjourner.

### La période hongroise
Jusqu'au XIXe siècle, les Juifs de Transylvanie ont l'interdiction d'habiter dans les villes. Le rescrit du 4 juillet 1781 du roi Joseph II, autorise les Juifs à s'établir uniquement dans la ville de Alba Iulia, et seulement s'ils sont nés en Transylvanie ou s'ils y résident depuis au moins 30 ans. Aucun Juif ne réside alors officiellement à Sibiu, mais quelques Juifs occupent des logements locatifs dans les alentours.
L'installation des Juifs à Sibiu commencent peu avant 1850. Le 31 juillet 1845, Aron Din Bödön est le premier Juif à recevoir l'autorisation de résider dans la ville. Après cette date, de nombreux Juifs s'installent en ville, et on en compte déjà 450 en 1850, mais ils font l'objet d'une vive opposition de la part de la population locale, comme l'écrit dans un article publié en 1850, le journal Siebenbürger Bote :
« Nous n'avons aucun besoin d'un complément de population juive à Sibiu, ni ailleurs du reste. Cela peut sembler très intolérant, mais nous avons de bonnes raisons pour cela. Le bien-être de nos agriculteurs saxons, qui ont été soumis au brigandage des Hongrois, est basé non seulement sur leur travail acharné et leur esprit d'économie, mais aussi sur l'interdiction légale de l'établissement des Juifs sur les terres du comté. Sur l'ensemble de la Transylvanie, il y a quelque 3 à 4 000 Juifs, car la loi les autorise à résider dans quelques localités. Sibiu ne fait pas partie de celles-ci !. »
Le premier cimetière juif est ouvert le 1er juillet 1855, dans le voisinage de Lazaret, village situé au sud de la ville. Il sera utilisé jusqu'au début du XXe siècle. En 1907, un nouveau cimetière situé à Dumbrava Sibiului remplace l'ancien.
En 1860, un Miniane permanent est institué pour conduire les offices religieux et en 1876, la communauté est organisée. En 1868, elle se déclare du judaïsme orthodoxe et en 1878 une première synagogue est bâtie qui deviendra rapidement trop petite. En 1881, les Juifs sont accusés de crime rituel, mais sont innocentés. En 1890, la population juive est de 1 307 habitants représentant 4 pour cent de la population totale de la ville.
La grande synagogue de Sibiu est construite en 1898-1899. Après avoir obtenu l'argent nécessaire pour la construction de l'édifice, le président de la communauté juive de Sibiu, Joseph Schwartz, charge l'architecte hongrois Ferenc Szalay de construire la synagogue, en lui fixant comme délai pour la réception du bâtiment, le début des fêtes de Tishri de 1899.
Le rabbin orthodoxe, Ármin Horowitz (1869–1934) est le rabbin de la communauté à partir de 1890.

### LeXXesiècle
Dans la période de l'entre-deux-guerres, la population juive de Sibiu reste relativement constante : en 1920, après le rattachement de la Transylvanie à la Roumanie, il y a 1 248 Juifs à Sibiu, sur 32 156 habitants, soit 3,88 pour cent de la population totale. Lors du recensement de 1930, 1 308 Juifs vivent à Sibiu soit 2,7 pour cent de la population totale de 49 345 habitants. Comme la majorité des habitants de la ville, les Juifs de Sibiu sont la plupart germanophones et peu connaissent le hongrois ou après la Première Guerre mondiale, le roumain.
Une communauté séfarade est fondée en 1923. Dès le premier congrès sioniste, le mouvement sioniste commence son activité et va croitre rapidement pendant l'entre-deux-guerres.
En 1919, la communauté crée une école juive et organise aussi de crèches pour enfants.
Pendant la Seconde Guerre mondiale, la population juive de Sibiu augmente avec l'arrivée de Juifs originaires des petites villes et villages du nord-ouest de la Transylvanie, occupée par les Hongrois à la suite du deuxième arbitrage de Vienne de 1940. Bien que harcelés par les actions des fascistes du DVR (Deutsche Volkspartei Rumäniens) de la minorité allemande en Roumanie, il n'y a pas eu de déportations systématiques des Juifs de Transylvanie roumaine, à la différence de ce qui s'est passé dans la Transylvanie occupée par la Hongrie de Miklós Horthy. En novembre 1945, les archives municipales font état de 1 708 Juifs à Sibiu, et en 1949 de 1 900.
Pendant la période communiste (1948-1990), le nombre de Juifs diminue constamment, principalement en raison de l'émigration vers Israël : la communauté juive de Sibiu ne compte plus que 762 membres en 1956, et dix ans plus tard, en 1966, il n'y a plus que 211 Juifs.
Sous Nicolae Ceaușescu, un projet prévoit la démolition de la synagogue de Sibiu. Celle-ci est sauvée par l'architecte transylvanien Otto Czekelius.

### L'après communisme
Après la révolution de 1989, le bâtiment continue à se détériorer par manque d'argent et les principaux objets de culte en or ou en argent sont volés. Heureusement les rouleaux de Torah n'ont pas été volés ni détériorés. Afin de protéger le bâtiment de la synagogue, les Juifs de Sibiu décident, dans les années 1990, de maintenir les services religieux dans une petite maison située dans la cour de la synagogue. Depuis lors, la communauté juive de Sibiu n'a pas de rabbin.
La synagogue cesse son activité en 1999.
En 2006, il ne reste plus que 24 Juifs vivant à Sibiu, dont la plupart âgés. Un seul fidèle de 82 ans est capable de lire la Torah, mais est incapable d'en traduire des passages en roumain. Les locaux de la synagogue sont fermés et l'intérieur est progressivement envahi par des toiles d'araignées.
En juin 2005, lors du Festival international de Sibiu, Rodica Radian Gordon, ambassadeur d'Israël en Roumanie, annonce que la synagogue de Sibiu, l'un des rares lieux de culte juif en Transylvanie, sera réparée avec des fonds alloués par le Gouvernement d'Israël. La synagogue sera incluse dans le programme culturel et touristique de Sibiu - capitale culturelle européenne 2007. Diverses manifestations culturelles y seront organisées.
Dans la liste des synagogues de Roumanie Seventy years of existence. Six hundred years of Jewish life in Romania. Forty years of partnership FEDROM – JOINT, publiée par la Federația Comunităților Evreiești din România en 2008, la grande synagogue de Sibiu est mentionnée comme n'étant plus en activité.

## Architecture de la synagogue

### L'extérieur de la synagogue

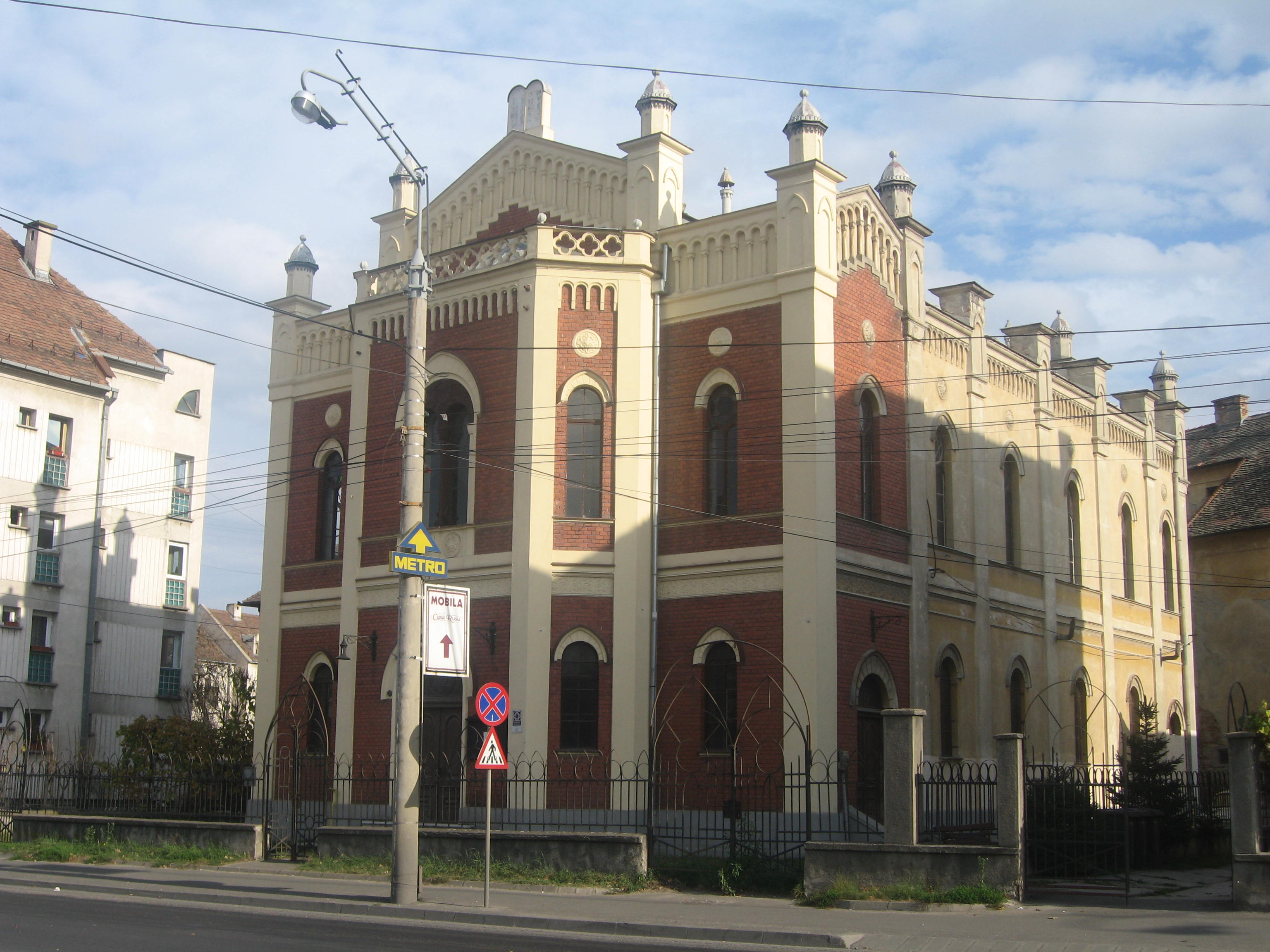
Vue de la façade et du côté sud

La grande synagogue de Sibiu est un bâtiment remarquable de la ville. Sa façade en briques rouges et béton lui donne une apparence raffinée Renaissance néoclassique, et ses profils moulés en forme d'ogive décorant les linteaux des fenêtres géminées ajoutent un aspect gothique. Le bâtiment se compose d'un corps rectangulaire à deux niveaux, avec cinq baies par niveau, deux latérales et trois sur l'avancée (dont 2 sur les pans coupés de l'avancée). Celle-ci est délimitée par des lésènes légèrement en saillie de couleur crème, reliées entre elles par des arcatures. Les deux niveaux sont séparés par une ceinture de béton et par une frise décorée de motifs végétaux. La façade présente un fronton triangulaire séparé du corps du bâtiment par une frise de triforium néoroman. Entre le pignon et l'avancée centrale, se trouve une petite terrasse avec un parapet en pierre à motifs quadrilobés. Le fronton est encadré de deux pilastres rectangulaires, surmonté chacun d'un pinacle octogonal terminé par un dôme à pans. Le sommet du fronton est couronné par les Tables de la Loi sculptées en pierre.
La porte d'entrée, ainsi que les fenêtres sont des baies à arc plein-cintre. La fenêtre centrale située au-dessus de la porte et les deux fenêtres latérales du premier étage sont des fenêtres géminées. Certaines fenêtres possèdent dans leur imposte des vitraux, représentant une étoile de David. Toutes les fenêtres sont surmontées d'un linteau de baie en béton de couleur crème, et la porte et la fenêtre centrale sont encadrées de pieds-droits et d'impostes de la même couleur.

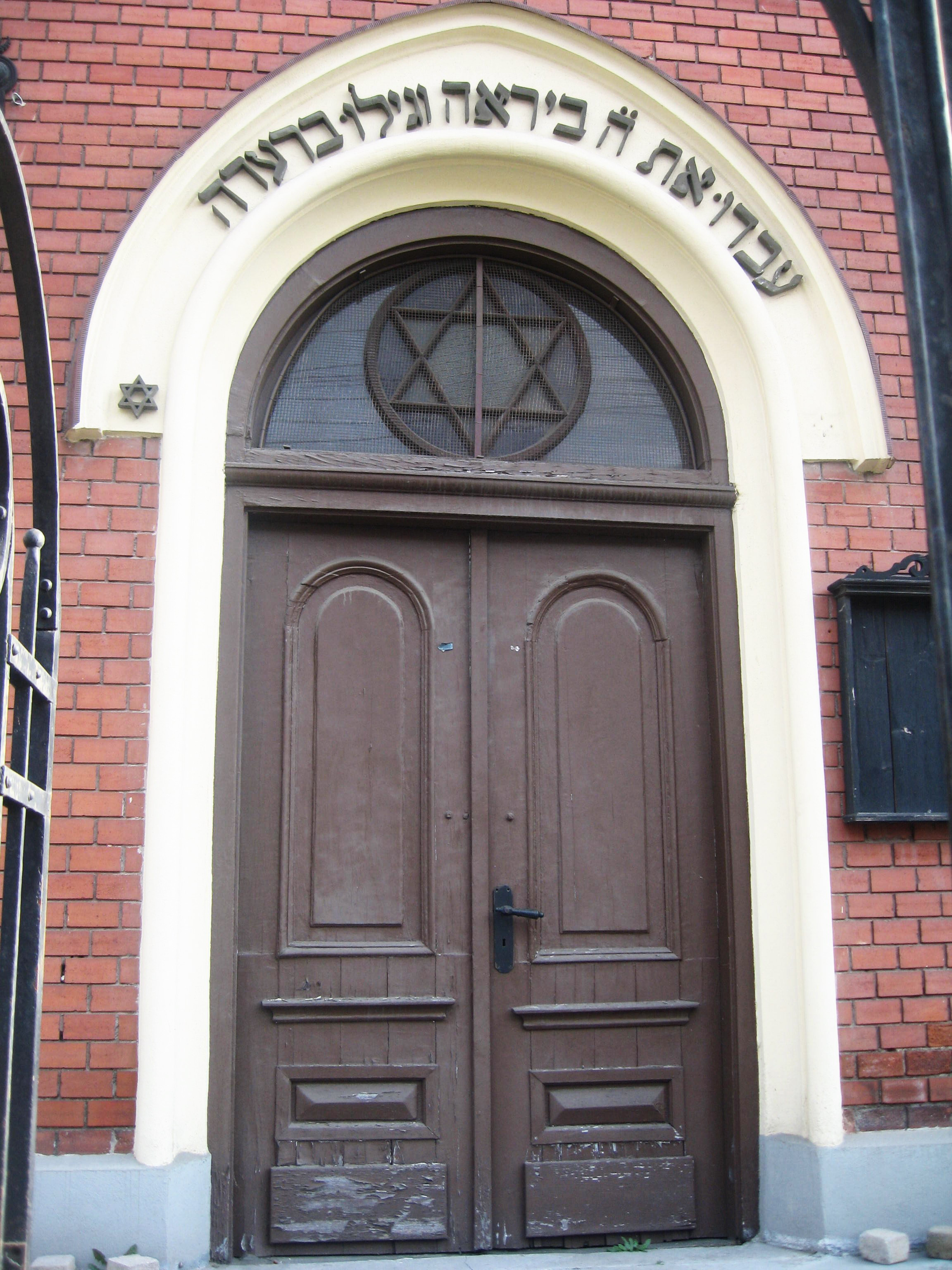
La porte d'entrée principale

La synagogue a trois entrées: l'une centrale, sur la façade principale, et une sur chaque côté latéral. Chaque entrée possède un perron avec quatre marches. L'entrée principale sur la façade avant est équipée d'une porte en bois à deux battants décorés simplement, avec une imposte en verre coloré représentant une étoile de David. Au-dessus de la porte, dans le cartouche formé par le linteau, et compris entre un arc plein-cintre et un arc brisé, se trouvent de chaque côté en bas, une petite étoile de David et centrée, l'inscription en hébreu suivante :
Extrait du livre des Psaumes, verset 2.11.
Une lanterne en fer forgé est fixée sur le mur de chaque côté de l'entrée.
Les façades latérales sont identiques, organisées sur six travées. La première travée du côté de la façade principale, est couverte avec le même motif de briques. Les autres travées sont identiques avec des motifs similaires mais sur un mur en béton.
La synagogue est entourée d'un petit muret avec des grilles en fer forgé simples. La porte de la grille est à deux battants et est surmontée d'une étoile de David.

### L'intérieur de la synagogue
L'intérieur de la synagogue est construit sur un plan basilical, avec trois nefs, avec des galeries pour les femmes sur trois côtés à l'étage. La grande salle est peinte en gris taupe avec partout de très nombreuses moulures extrêmement sculptées, avec des arches semi-circulaires décorées de motifs mauresques au plafond central. La salle est éclairée naturellement par de nombreuses fenêtres au rez-de-chaussée et au premier étage. Des arches de style mauresque se répètent entre les colonnades multiples de la balustrade de la galerie des femmes. Le plafond à caissons est décoré d'incrustations dessinées et peintes à la main.
L'Arche Sainte se trouve au fond d'une abside semi-circulaire sur le mur est de la salle. Au-dessus de l'Arche, le mur est vivement décoré en bleu ciel, avec au centre un œil-de-bœuf avec verres colorés. L'Arche Sainte en bois sculpté reprend la forme du fronton de la façade de la synagogue. L'ensemble est recouvert d'un rideau ivoire brodé avec des cordelettes dorées, qui écarté sur le côté, révèle un lourd Parokhet de couleur rouge carmin, aussi brodé. La Bimah est située face à l'Arche, entourée de quatre colonnes de bois finement sculptées, avec des chapiteaux composites, sur lesquels reposent des candélabres.